# Xã Prairie, Quận Schuyler, Missouri
Xã Prairie (tiếng Anh: Prairie Township) là một xã thuộc quận Schuyler, tiểu bang Missouri, Hoa Kỳ. Năm 2010, dân số của xã này là 1.119 người.